# Drago Grdenić
Drago Grdenić (Križevci, 31. kolovoza 1919. – Zagreb, 7. rujna 2018.), hrvatski akademik i kemičar.

## Životopis
Diplomirao kemiju s fizikom 1942. na Filozofskom fakultetu u Zagrebu, doktorirao 1951. Bio je borac antifašističkog pokreta i član Prosvjetnog odjela ZAVNOH-a (1942–45). Specijalizaciju proveo u Moskvi (1946–48) i u Oxfordu (1955/56).
Bio je redoviti član Hrvatske akademije znanosti i umjetnosti.

## Vanjske poveznice
- http://info.hazu.hr/drago_grdenic_biografija